# Greppen
För andra betydelser, se Greppen (olika betydelser).
Greppen är en sjö i Varbergs kommun i Halland och ingår i Himleån-Viskans kustområde. Sjöns area är 0,018 kvadratkilometer och den är belägen 55 meter över havet.